# Georg Wilhelm Lafontaine
Georg Wilhelm Lafontaine (auch: Georg Wilhelm La Fontaine sowie Georg Lafontaine und George Fountain oder Fountaine und Georg Wilhelm Fountain und Fountaine; * um 1675 oder 1680 in Celle; † 1. März 1745 in Hannover) war ein Kurfürstlich Hannoverscher und Königlich Großbritannischer Maler und Hofmaler.

## Leben

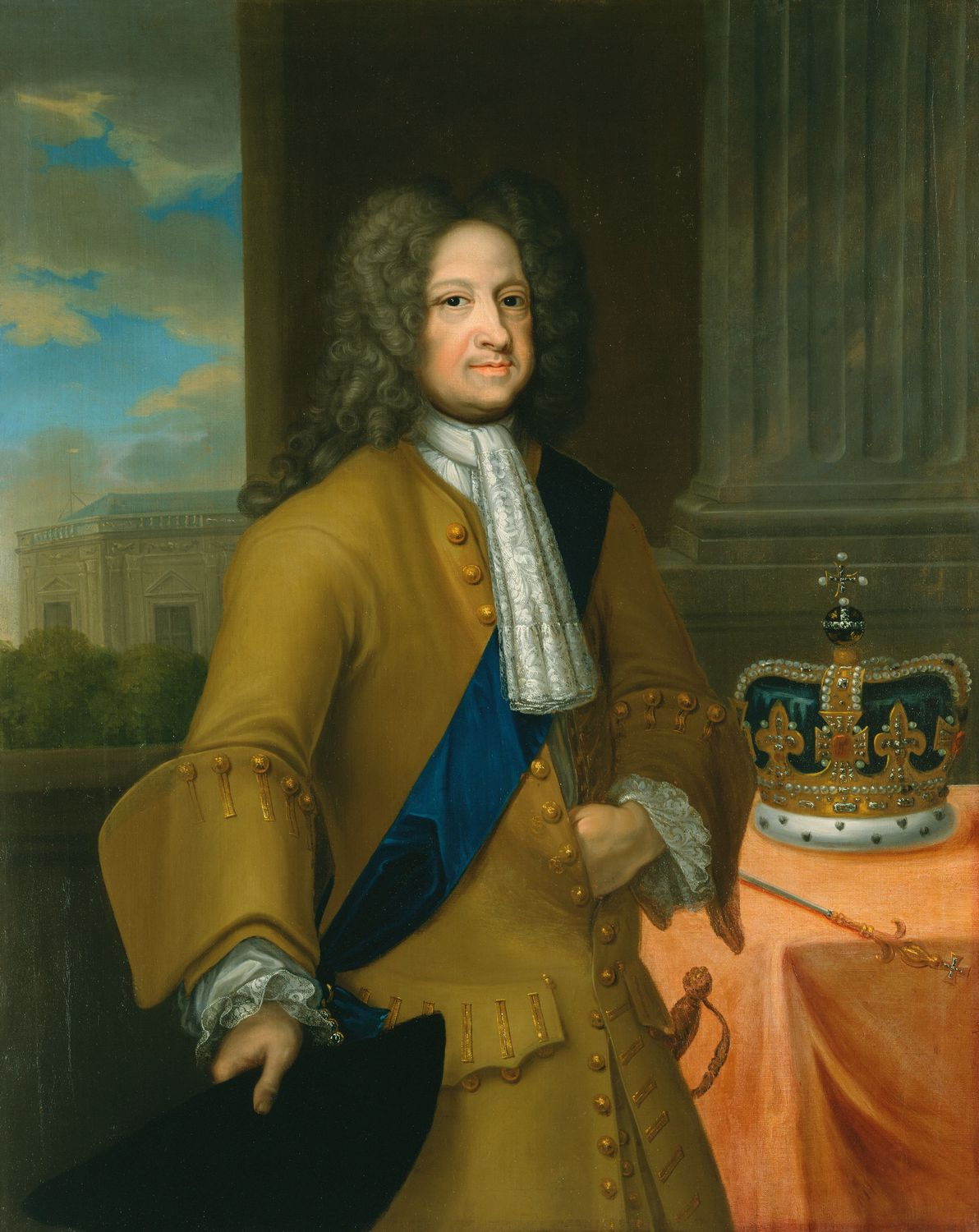
Regierte 1714–1727: König Georg I. von Großbritannien;
Ölgemälde Lafontaines in der Royal Collection

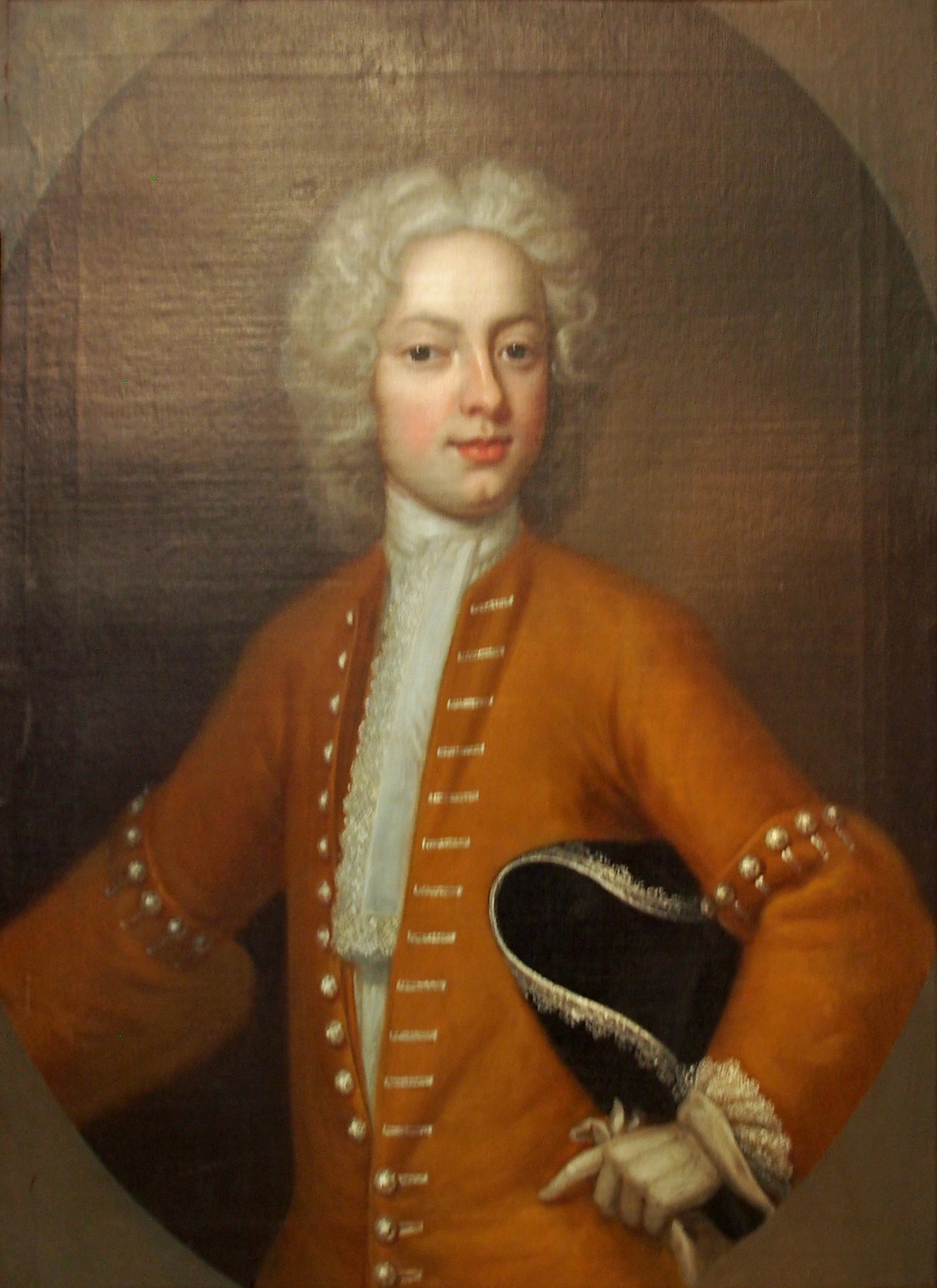
Um 1723: Friedrich Ludwig von Hannover, mit 16 Jahren Prince of Wales

Georg Wilhelm Lafontaine wurde zur Zeit des Kurfürstentums Braunschweig-Lüneburg in der vormaligen Residenzstadt Celle geboren, wo sein Vater, der aus Frankreich stammende Hugenotte Sieur Jacques de La Fontaine (begraben 1. Juli 1732 „uf den Neuenhäusener Kirchhofe“) als Gobelinwirker und Hoftapezier für Herzog Georg Wilhelm und Eleonore d’Olbreuse tätig war.
Mutmaßlich half Georg Wilhelm Lafontaine gemeinsam mit seinem Bruder seinem Vater als „contrefaitre“, als Tapezier des kurhannöverschen Chateaus Schloss Gifhorn und des Jagdschlosses Göhrde.
Lafontaines älteste Tochter Sophie Eleonore Wilhelmine Lafontaine (* 1701 in Celle; † 1764 in Hannover) heiratete vor 1729 den Maler Johann Franz Lüders.
Nach dem Beginn der Personalunion zwischen Großbritannien und Hannover folgte Lafontaine seinem Landesherrn zeitweilig und wirkte von 1726 bis 1730 in London, aber auch in Holland. 1730 wurde Lafontaine – in der Nachfolge von Tomaso Giusti – von König Georg II. zum hannoverschen Hofmaler erhoben. Er starb 1745 in Hannover.

## Bekannte Werke (Auswahl)
- „Älterer Herr in graugrünen Rock“, Pastell auf Papier circ 34 x 25,5, Gera, Kunstsammlung Gera, Otto-Dix-Haus, Inventar-Nummer GM 148[4]